# Гори Кентавра
Гори Кентавра (лат. Centauri Montes) — це група гір у квадранглі Hellas на планеті Марс, із центром у точці за координатами 38°40′ пд. ш. 95°31′ сх. д. / 38.67° пд. ш. 95.52° сх. д.. Протяжність цієї групи гір становить близько 270 км, а свою назву вона отримала від назви деталі альбедо — Centauri Lacus.
Ця область була двічі фотографована (1999 та 2001 рр.), а знімки, виконані вдруге, дозволили зробити досить цікаве відкриття. На цих фотознімках з'явилися новоутворені деталі, що нагадують результат дії рідкої води на стінці безіменного кратера, внаслідок якої на поверхні виникли осадові структури. Зараз науковці схиляються до припущення, що такі утворення є одним із проявів нещодавньої присутності рідкої води на поверхні Марса.

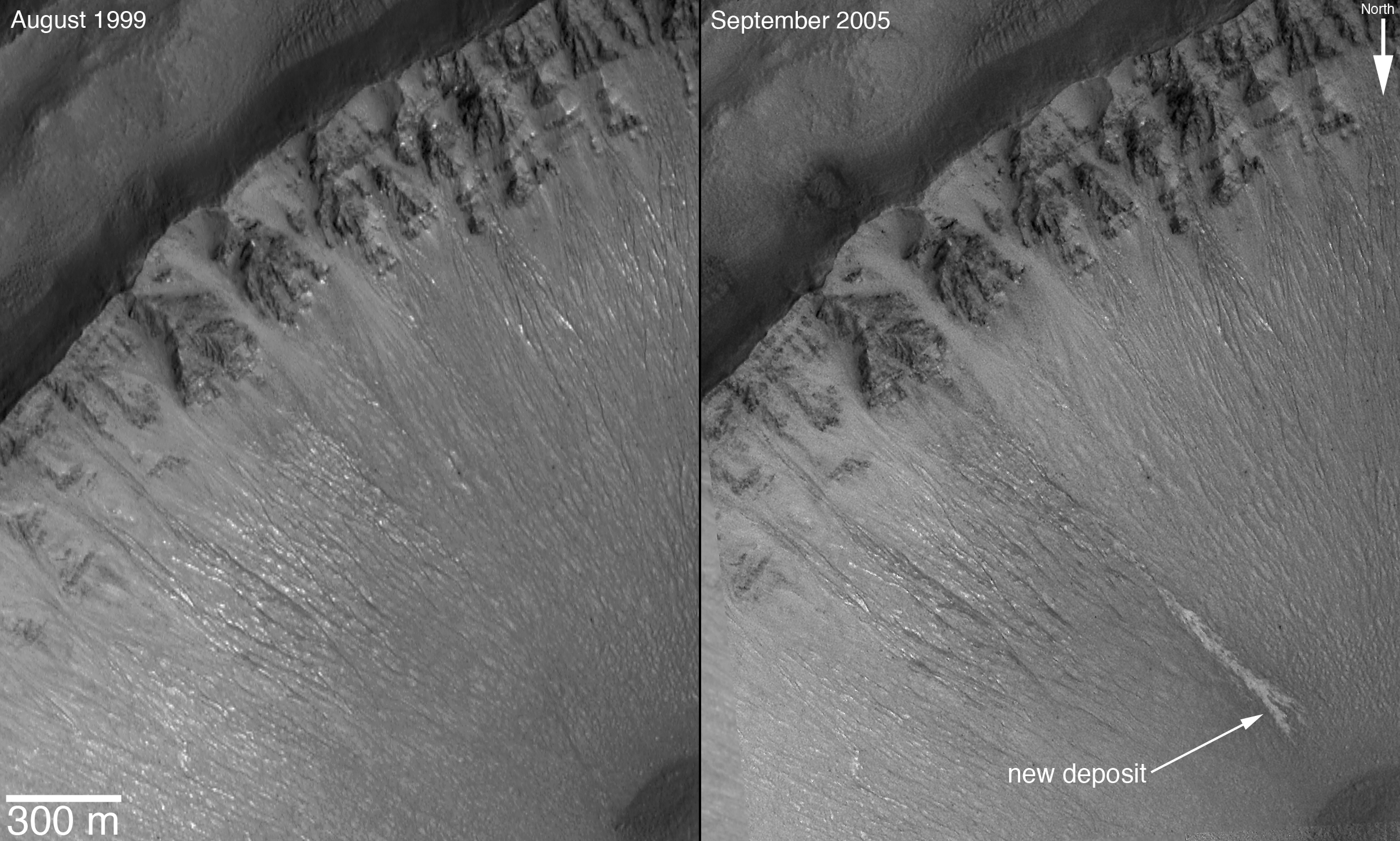
Нововиникле депозитне утворення на поверхні безіменного кратера в районі Centauri Montes